# St. Antonius (Röderhof)

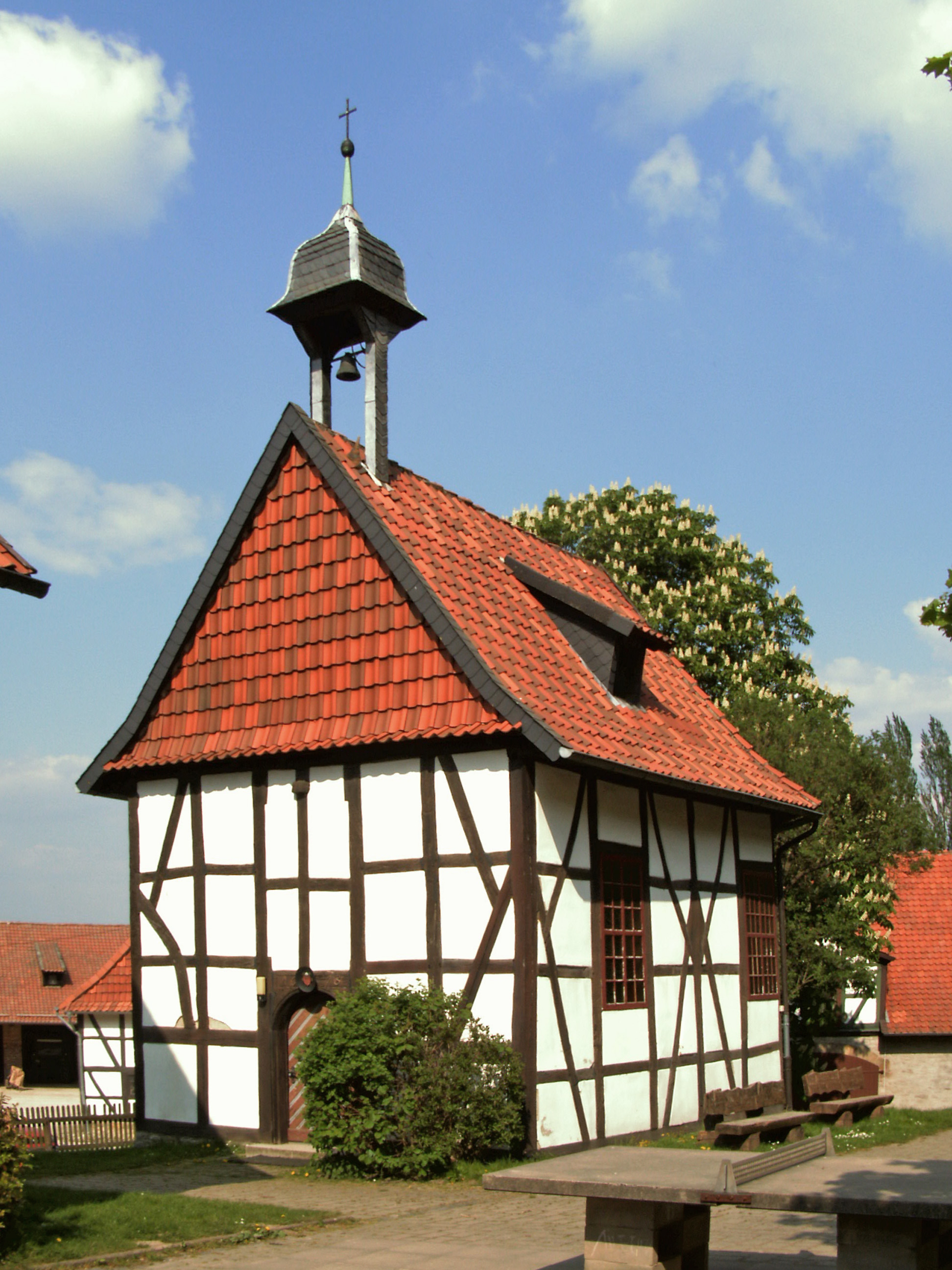
Röderhof, St. Antonius

St. Antonius ist die römisch-katholische Fachwerkkapelle im Ortsteil Röderhof der Gemeinde Diekholzen.

## Geschichte
Bis Ausgang des 14. Jahrhunderts war der Röderhof eine kleine bäuerliche Siedlung, die Eigentum der Ritter von Rössing war. Diese hatten ihre Siedlung zeitweilig an Hildesheimer Bürger, wie die Familien Kramer und Gallen verpachtet. Im Jahre 1397 verkaufte die Familie von Rössing die Siedlung an das Kartäuserkloster in Hildesheim. Im Kaufvertrag wird neben dem Grundbesitz auch das Gotteshaus genannt, das mit allen Rechten ebenfalls dem Kloster übertragen wurde. Während sich damit die Kapelle für das Jahr 1397 nachweisen lässt, fehlen Nachrichten über ihr Patrozinium. Da in der Urkunde von allen Rechten der Kapelle gesprochen wurde, ist dies wahrscheinlich der Hinweis auf die Patronatsrechte der Familie von Rössing. Es erscheint jedoch zweifelhaft, das dieser Familie ein freies und damit uneingeschränktes Patronatsrecht zustand, da sich der Archidiakon von Detfurth hier fast ausschließlich die Zustimmung über alle Geistlichen vorbehielt. Ein Priester kann für das 14. Jahrhundert nicht nachgewiesen werden. Aufgrund ihrer Größe besaß die kleine Gemeinde wohl kaum Pfarrrechte. Der Empfang der Sakramente in der entfernt liegenden Taufkirche St. Gallus in Detfurth ist möglich. Nachdem das Kartäuserkloster Eigentümerin der Siedlung geworden war, wurden alle kleinbäuerlichen Parzellen zu einem großen Wirtschaftshof zusammengeschlossen. Das Patronatsrecht der Kapelle stand dem jeweiligen Prior der Kartause zu, der einen Priester der Hildesheimer Ordensgemeinschaft auf dem Röderhof einsetzte.
Der Röderhof war ein Bestandteil des Kartäuserklosters. Die Visitation des Klosters im Jahre 1579 durch bischöfliche Räte hatte ergeben, dass außer zwei Laienbrüdern die gesamte Ordensgemeinschaft katholisch geblieben war, ebenso der Hof und die Kirche. Dies lag am Prior der Kartause, der in enger Zusammenarbeit mit der Bistumsleitung den Reformationsbestrebungen entgegentrat.
Noch während der Gegenreformation im Hochstift Hildesheim war es dem Kartäuserorden gelungen, auf dem Röderhof eine neue Kapelle erbauen zu lassen. Die Konsekration erfolgte am 22. Juli 1613 durch Weihbischof Nikolaus von Arendsdorff. Als Patrozinium wurde der Heilige Antonius von Padua gewählt, der durch sein Eintreten für die Armut ein christliches Vorbild für die Brüder war.
Ende des 18. Jahrhunderts wurde das Kartäuserkloster, durch bischöflichen Erlass vom 4. August 1777 und mit Zustimmung von Papst Pius VI., aufgehoben. Während des Kulturkampfes wurde die Antoniuskapelle vorübergehend als Kornspeicher genutzt.
Von 1959 bis 2013 diente die Kapelle vorwiegend für Gottesdienste der Jugendbegegnungsstätte Röderhof.
Am 4. November 2013 stellte Bischof Norbert Trelle dem ehemaligen Abt der Dormitio-Abtei in Jerusalem, Benedikt Lindemann, ein Dekret für die Gründung der „Benediktinischen Gemeinschaft St. Romuald“ auf dem Röderhof aus, welche die Antoniuskapelle seit 2014 als Gotteshaus nutzt.

## Architektur
Die Kapelle wurde 1613 in Fachwerk errichtet und 1706 renoviert.